# Epicypta greenwoodi
Epicypta greenwoodi är en tvåvingeart som först beskrevs av Edwards 1924.  Epicypta greenwoodi ingår i släktet Epicypta och familjen svampmyggor.
Artens utbredningsområde är Fiji. Inga underarter finns listade i Catalogue of Life.